# Andonios Wartalitis
Andonios Wartalitis AA (gr. Αντώνιος Βαρταλίτης Antónios Vartalítis; ur. 1 stycznia 1924 w Varis na Siros, zm. 27 października 2007 w Atenach) – grecki duchowny rzymskokatolicki, asumpcjonista, arcybiskup metropolita Korfu–Zakintos–Kefalina w latach 1962–2003, przewodniczący Konferencji Episkopatu Grecji w latach 1967–1992, administrator apostolski wikariatu apostolskiego Salonik w latach 1992–2003, od 2003 arcybiskup senior archidiecezji Korfu–Zakintos–Kefalina.

## Życiorys
Andonios Wartalitis urodził się 1 stycznia 1924 w Varis na greckiej wyspie Siros. Wstąpił do zakonu asumpcjonistów. Święcenia prezbiteratu otrzymał 11 stycznia 1953.
30 maja 1962 papież Jan XXIII prekonizował go arcybiskupem metropolitą Korfu–Zakintos–Kefalina. 5 sierpnia 1962 otrzymał święcenia biskupie i odbył ingres do katedry św. Jakuba i Krzysztofa w Korfu. Głównym konsekratorem był Venedictos Printesis – arcybiskup metropolita ateński, zaś współkonsekratorami Ioánnis Perrís, arcybiskup metropolita naxos, andros, tinos i mykonos, i Georges Xenopulos, biskup diecezjalny santoryński. 29 czerwca 1963 w bazylice św. Piotra na Watykanie odebrał od papieża paliusz metropolitalny.
W latach 1967–1992 był przewodniczącym Konferencji Episkopatu Grecji.
10 lipca 1992 papież Jan Paweł II mianował go administratorem apostolskim wikariatu apostolskiego Salonik.
22 marca 2003 papież Jan Paweł II przyjął jego rezygnację z obowiązków arcybiskupa metropolity Korfu–Zakintos–Kefalina oraz administratora wikariatu apostolskiego Salonik.
Zmarł 27 października 2007 w Atenach.